# Дахвіг
Дахвіг (нім. Dachwig) — громада в Німеччині, розташована в землі Тюрингія. Входить до складу району Гота. Складова частина об'єднання громад Фанер-Геге.
Площа — 12,66 км2. Населення становить 1631 ос. (станом на 31 грудня 2021).

## Галерея

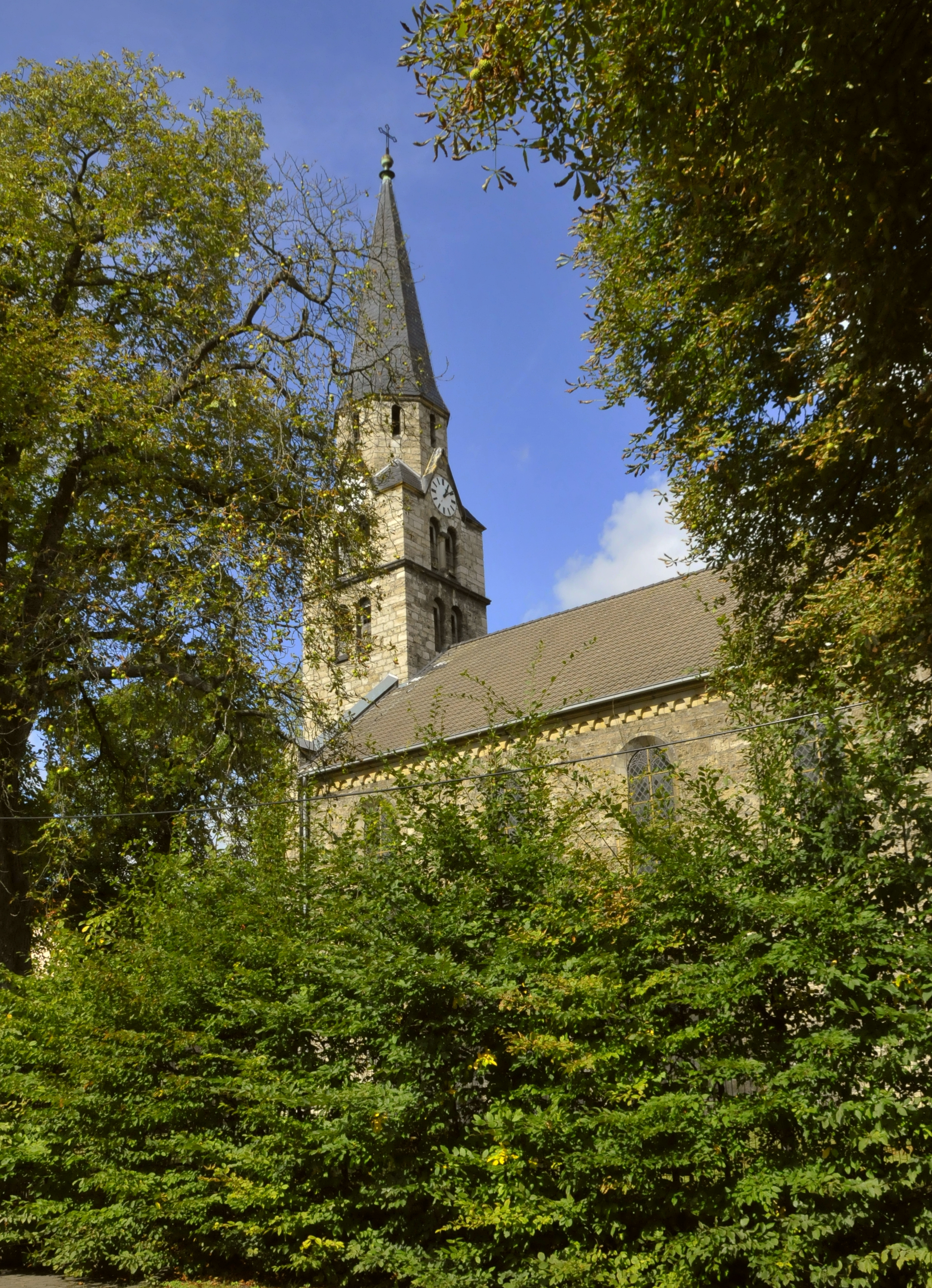
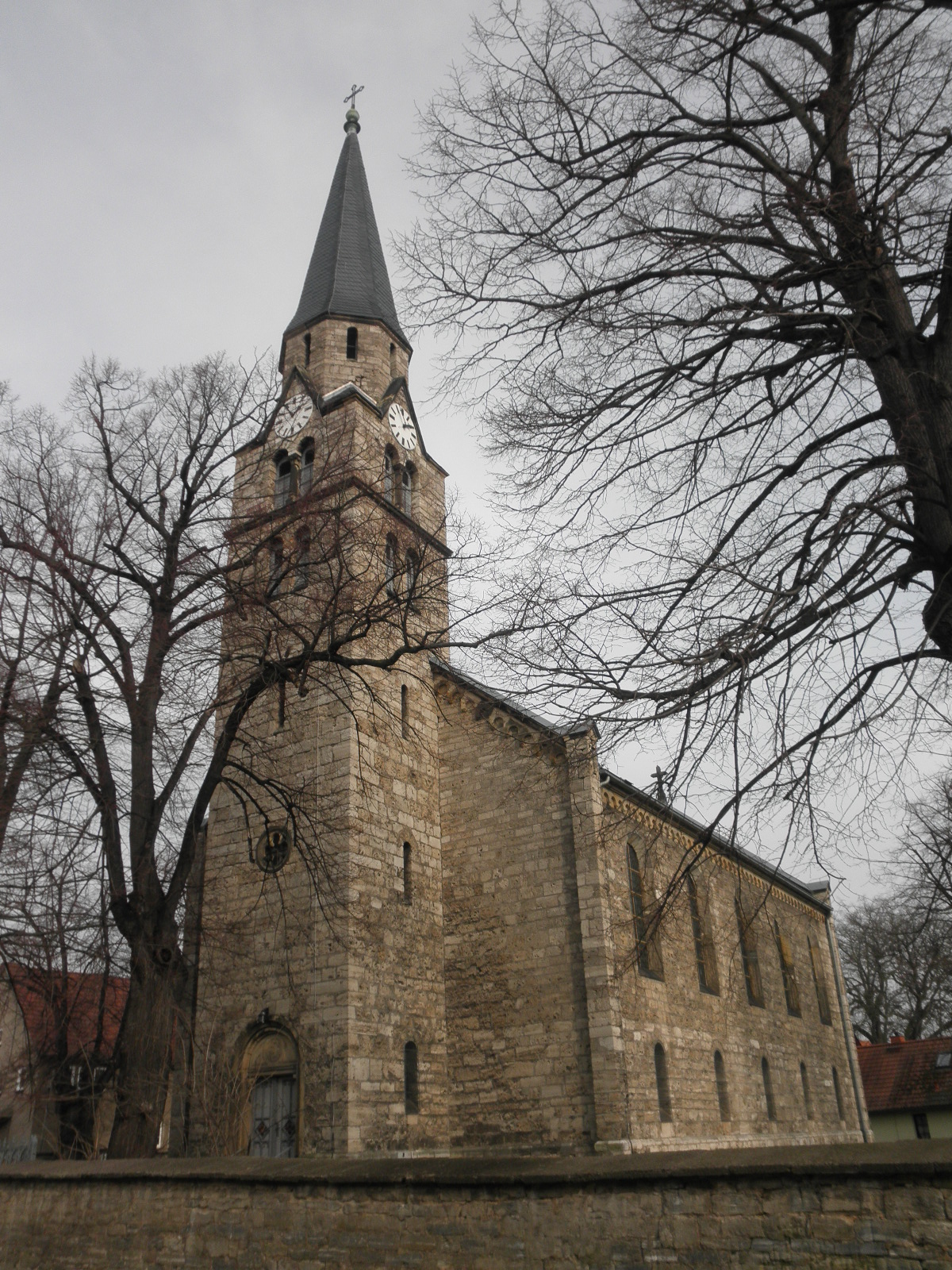

- Файл:Dachwig Luftbild 1938.JPG